# Diócesis de Guadix
La diócesis de Guadix (en latín: Dioecesis Guadicensis) es una circunscripción eclesiástica de la Iglesia católica en España. Se trata de una diócesis latina, sufragánea de la archidiócesis de Granada. Desde el 30 de octubre de 2018 su obispo es Francisco Jesús Orozco Mengíbar.

## Historia

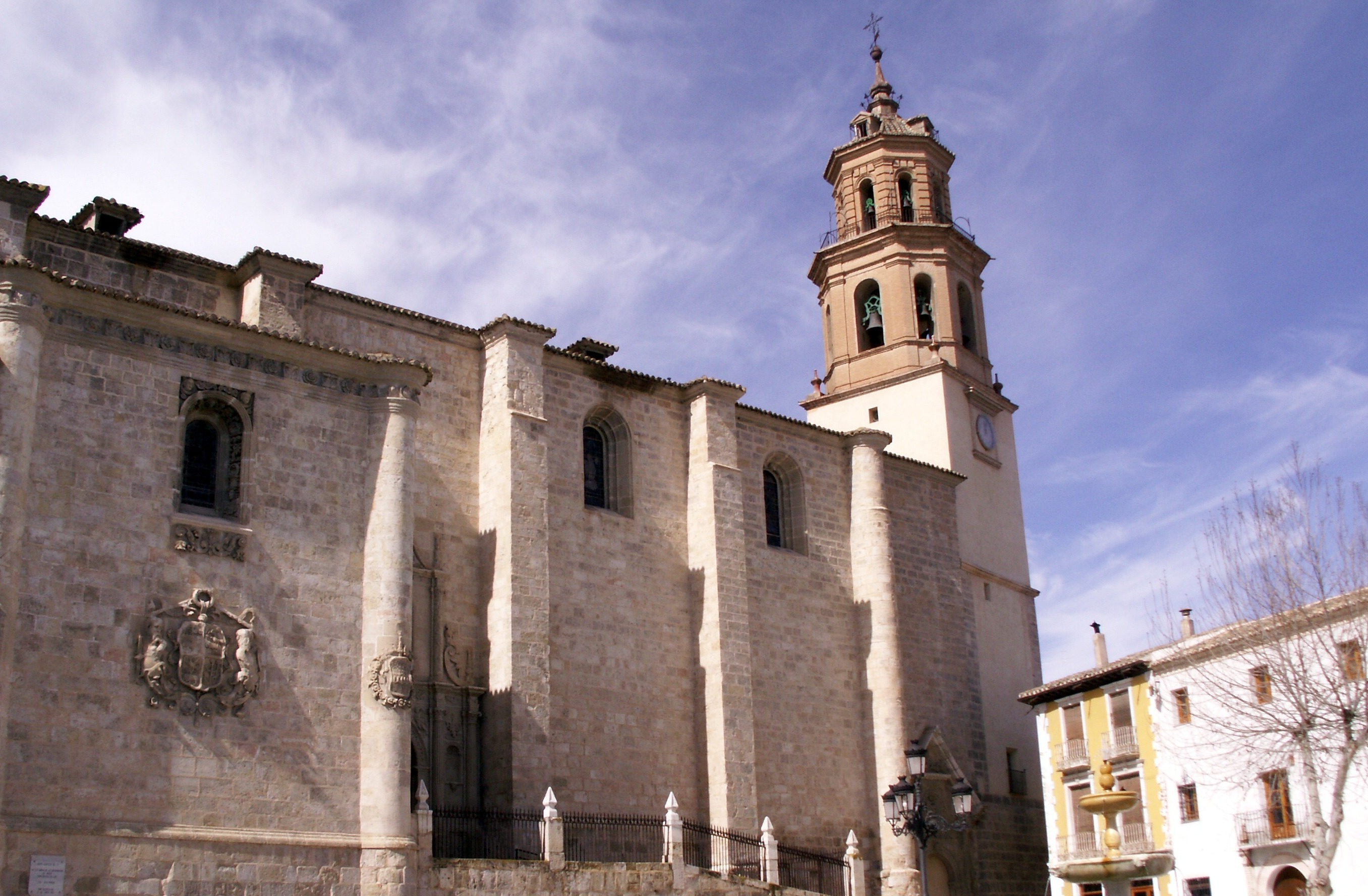
Concatedral colegiata de Nuestra Señora Santa María de la Encarnación, en Baza

Según la tradición, la diócesis de Guadix podría derivar de la antigua diócesis de Acci, de la que fue obispo san Torcuato, el primero de los siete Varones Apostólicos a los que se atribuye la evangelización de España en el siglo I. Los obispos de Acci estuvieron presentes en los Concilios de Toledo y la sucesión apostólica se mantuvo al menos hasta mediados del siglo VIII, cuando se perdieron vestigios de la misma debido a la invasión árabe, e incluso en la época musulmana.
Muy parecida es la historia de la antigua diócesis de Basti, la actual Baza, de la que hay noticias desde el siglo IV hasta la invasión árabe.
En el siglo XV Guadix y Baza, todavía en manos musulmanas, pasaron a ser sedes titulares.
El 21 de mayo de 1492, el cardenal Pedro González de Mendoza con una bula, que seguía a la bula del papa Inocencio VIII del 4 de agosto de 1486, erigió la diócesis de Guadix-Baza, uniendo las dos sedes. La catedral se colocó en Guadix con un cabildo de 26 canónigos, mientras que en Baza se erigió una colegiata bajo la dirección de un abad. Originalmente la diócesis tenía límites territoriales derivados de los de las antiguas diócesis y era sufragánea de la archidiócesis de Toledo.
El 4 de diciembre de 1492, por una bula del papa Alejandro VI la diócesis pasó a formar parte de la provincia eclesiástica de la archidiócesis de Granada. El mismo año, 1492, se abrió en Guadix el hospital de la Caridad, para «los enfermos de todas las clases, pobres y contagiosos». Al año siguiente se inauguró en Baza el hospital de Santiago, seguido por el de la Trinidad a partir de 1543.
El proceso de cristianización de las tierras reconquistadas terminó hacia mediados del siglo XVI, cuando se celebró el importante sínodo convocado por el obispo Pérez de Ayala (1554).
En 1595 se fundó el primer seminario diocesano, el de San Torcuato. A partir de 1603 Baza pudo también tener su propio seminario, dedicado a la Inmaculada Concepción.
El 18 de mayo de 1790 se dividió administrativamente la diócesis en cuatro zonas, pero el 14 de mayo de 1867 fue necesario reorganizar de nuevo la diócesis en cinco arciprestazgos.
En 1804 se fundó en Guadix el Real Hospicio o Casa de la Misericordia, que estuvo activo durante unos cuarenta años: en 1842 razones económicas hicieron necesaria la liquidación de las propiedades.
Con el Concordato de 1851 se suprimió la colegiata de Baza, que se convirtió en parroquia mayor, y también se suprimió su seminario, mientras que la diócesis tomó oficialmente el nombre de diócesis de Guadix. No oficialmente sigue estando muy extendido el uso del nombre de diócesis de Guadix-Baza.
En 1947 se fundó un seminario que tuvo una vida breve y otro en 1952, el actual seminario mayor de San Torcuato.
El 23 de abril de 1954 y el 10 de julio de 1957, con sendos decretos de la Congregación Consistorial (Maiori animarum y Initis inter, respectivamente), se revisaron los límites de la diócesis para hacerlos coincidir con los de la provincia civil, en aplicación del concordato entre la Santa Sede y Gobierno español de 1953. La diócesis de Guadix cedió las parroquias de Piñara, Alba, Abrucena, Doña María, Escullar y Ocaña a la diócesis de Almería, y adquirió el arciprestazgo de Huéscar a la archidiócesis de Toledo.
Desde 1966 la diócesis está dividida en siete arciprestazgos, reorganizados según criterios pastorales en 1979.

## Territorio y organización
La diócesis tiene 5671 km² y extiende su jurisdicción sobre los fieles católicos de rito latino residentes en la parte noreste de la provincia de Granada en la comunidad autónoma de Andalucía. 
La sede de la diócesis se encuentra en la ciudad de Guadix, en donde se halla la Catedral de la Encarnación. En Baza se encuentra la Concatedral colegiata de Nuestra Señora Santa María de la Encarnación.
En 2021 en la diócesis existían 74 parroquias agrupadas en 7 arciprestazgos desde 1979: Baza, El Fardes, Guadix, El Jabalcón, El Marquesado, Los Montes, Sagra-Huéscar. En 2015 el obispo Ginés García Beltrán reorganizó las parroquias en 5 arciprestazgos:
| Localidad              | Parroquia                         |
| ---------------------- | --------------------------------- |
| Almaciles              | San Antón de los Almaciles        |
| Castilléjar            | Purísima Concepción               |
| Castril                | Nuestra Señora de los Ángeles     |
| Cúllar                 | Nuestra Señora de la Anunciación  |
| El Margen de Cúllar    | Inmaculada Concepción             |
| Galera                 | Nuestra Señora de la Anunciación  |
| Huéscar                | Santa María la Mayor              |
| Las Vertientes         | San Juan Bautista                 |
| Orce                   | Santa María de la Anunciación     |
| Puebla de Don Fadrique | Santa María de la Quinta Angustia |
| Puebla de Don Fadrique | Santas Mártires del Monte         |
| San Clemente           | Nuestra Señora de la Esperanza    |
| Venta Quemada          | Asunción de la Virgen             |

| Localidad        | Parroquia                        |
| ---------------- | -------------------------------- |
| Baza             | San Juan Bautista                |
| Baza             | Santiago Apóstol                 |
| Baza             | Sagrario (la Mayor)              |
| Baza             | Santo Ángel                      |
| Baúl             | Nuestra Señora de la Anunciación |
| Benamaurel       | Nuestra Señora de la Anunciación |
| Bácor            | Nuestra Señora de Fátima         |
| Campocámara      | Nuestra Señora del Rosario       |
| Caniles          | Santa María y San Pedro          |
| Cortes de Baza   | Nuestra Señora de la Anunciación |
| Cuevas del Campo | San Isidro Labrador              |
| Freila           | Nuestra Señora de la Anunciación |
| Zújar            | Nuestra Señora de la Anunciación |

| Localidad    | Parroquia                        |
| ------------ | -------------------------------- |
| Gor          | Nuestra Señora de la Anunciación |
| Gorafe       | Nuestra Señora de la Anunciación |
| Guadix       | Jesucristo Redentor              |
| Guadix       | Nuestra Señora de Fátima         |
| Guadix       | Nuestra Señora de Gracia         |
| Guadix       | San Miguel Arcángel              |
| Guadix       | Santa Ana                        |
| Guadix       | Santiago Apóstol                 |
| Guadix       | Sagrado Corazón de Jesús         |
| Guadix       | Sagrario                         |
| Hernán-Valle | San Luis Rey de Francia          |
| Paulenca     | Nuestra Señora de la Paz         |

| Localidad                 | Parroquia                           |
| ------------------------- | ----------------------------------- |
| Alamedilla                | Nuestra Señora de la Anunciación    |
| Alicún de Ortega          | Nuestra Señora de la Anunciación    |
| Beas de Guadix            | Nuestra Señora de la Anunciación    |
| Bejarín-Purullena         | Nuestra Señora de la Anunciación    |
| Belerda                   | San Francisco de Asís               |
| Benalúa                   | Parroquia Nuestra Señora del Carmen |
| Cortes y Graena           | Santa María de la Anunciación       |
| Darro                     | Nuestra Señora de la Anunciación    |
| Dehesas de Guadix         | Nuestra Señora de la Anunciación    |
| Diezma                    | Nuestra Señora de la Anunciación    |
| Fonelas                   | Nuestra Señora de la Anunciación    |
| Gobernador                | Nuestra Señora de la Anunciación    |
| Huélago                   | Nuestra Señora de la Anunciación    |
| La Peza                   | Nuestra Señora de la Anunciación    |
| Laborcillas               | San José                            |
| Lugros                    | San Antonio de Padua                |
| Marchal                   | Nuestra Señora de la Anunciación    |
| Morelábor -Moreda         | Nuestra Señora de la Anunciación    |
| Pedro Martínez            | Nuestra Señora de la Anunciación    |
| Polícar                   | San Antonio de Padua                |
| Purullena                 | San Martín                          |
| Villlanueva de las Torres | Santa Ana                           |

| Localidad                   | Parroquia                        |
| --------------------------- | -------------------------------- |
| Albuñán                     | Nuestra Señora de la Anunciación |
| Alcudia de Guadix           | Nuestra Señora de la Anunciación |
| Aldeire                     | Nuestra Señora de la Anunciación |
| Alquife                     | Nuestra Señora de la Anunciación |
| Charches-Valle del Zalabí   | Nuestra Señora de la Anunciación |
| Cogollos de Guadix          | Nuestra Señora de la Anunciación |
| Dólar                       | Nuestra Señora de la Anunciación |
| Exfiliana -Valle del Zalabí | Nuestra Señora de la Anunciación |
| Ferreira                    | Nuestra Señora de la Anunciación |
| Huéneja                     | Nuestra Señora de la Anunciación |
| Jérez del Marquesado        | Nuestra Señora de la Anunciación |
| La Calahorra                | Nuestra Señora de la Anunciación |
| La Huertezuela              | San José Obrero                  |
| Lanteira                    | Nuestra Señora de la Anunciación |

## Estadísticas
Según el Anuario Pontificio 2022 la diócesis tenía a fines de 2021 un total de 95 439 fieles bautizados.
| Año                                                                             | Población            | Población | Población      | Sacerdotes | Sacerdotes    | Sacerdotes    | Bautizados por sacerdote | Diáconos permanentes | Religiosos | Religiosos | Parroquias |
| Año                                                                             | Bautizados católicos | Total     | % de católicos | Total      | Clero secular | Clero regular | Bautizados por sacerdote | Diáconos permanentes | Varones    | Mujeres    | Parroquias |
| ------------------------------------------------------------------------------- | -------------------- | --------- | -------------- | ---------- | ------------- | ------------- | ------------------------ | -------------------- | ---------- | ---------- | ---------- |
| 1950                                                                            | 180 000              | 180 000   | 100.0          | 73         | 69            | 4             | 2465                     |                      | 4          | 132        | 74         |
| 1970                                                                            | 164 985              | 164 985   | 100.0          | 97         | 96            | 1             | 1700                     |                      | 4          | 192        | 107        |
| 1980                                                                            | 140 000              | 145 000   | 96.6           | 82         | 75            | 7             | 1707                     |                      | 10         | 187        | 107        |
| 1990                                                                            | 132 500              | 136 500   | 97.1           | 77         | 74            | 3             | 1720                     |                      | 6          | 178        | 107        |
| 1999                                                                            | 112 789              | 114 789   | 98.3           | 75         | 70            | 5             | 1503                     |                      | 13         | 160        | 108        |
| 2000                                                                            | 110 489              | 112 489   | 98.2           | 71         | 68            | 3             | 1556                     |                      | 11         | 152        | 74         |
| 2001                                                                            | 110 489              | 112 489   | 98.2           | 72         | 69            | 3             | 1534                     |                      | 14         | 171        | 74         |
| 2002                                                                            | 110 489              | 112 489   | 98.2           | 73         | 69            | 4             | 1513                     |                      | 14         | 167        | 74         |
| 2003                                                                            | 107 254              | 109 254   | 98.2           | 71         | 67            | 4             | 1510                     |                      | 12         | 143        | 74         |
| 2004                                                                            | 107 254              | 109 254   | 98.2           | 75         | 71            | 4             | 1430                     |                      | 12         | 142        | 74         |
| 2006                                                                            | 107 000              | 109 254   | 97.9           | 71         | 65            | 6             | 1507                     |                      | 13         | 135        | 73         |
| 2013                                                                            | 109 000              | 111 200   | 98.0           | 59         | 55            | 4             | 1847                     |                      | 10         | 115        | 74         |
| 2016                                                                            | 98 000               | 102 263   | 95.8           | 56         | 54            | 2             | 1750                     |                      | 9          | 99         | 74         |
| 2019                                                                            | 95 880               | 99 082    | 96.8           | 53         | 51            | 2             | 1809                     |                      | 16         | 88         | 74         |
| 2021                                                                            | 95 439               | 97 939    | 97.4           | 51         | 49            | 2             | 1871                     |                      | 16         | 83         | 74         |
| Fuente: Catholic-Hierarchy, que a su vez toma los datos del Anuario Pontificio. |                      |           |                |            |               |               |                          |                      |            |            |            |

Según fuentes oficiales, 5 seminaristas mayores estudiaron durante el curso 2017-18 en el Seminario Mayor diocesano de San Torcuato.

## Episcopologio
El día 30 de octubre de 2018 se hizo público el nombramiento de Francisco Jesús Orozco Mengíbar como obispo de Guadix. El 22 de diciembre de 2018 tuvo lugar su ordenación episcopal y toma de posesión en la catedral de Guadix, siendo obispos consagrantes Francisco Javier Martínez Fernández, arzobispo metropolitano de Granada, Juan José Asenjo Peregrina, arzobispo de Sevilla y Demetrio Fernández González obispo de Córdoba.